# I.C. Brătianu (gmina)
I.C. Brătianu – gmina w Rumunii, w okręgu Tulcza. Obejmuje tylko jedną miejscowość I.C. Brătianu. W 2011 roku liczyła 1187 mieszkańców. Nazwa gminy pochodzi od Iona Brătianu, XIX-wiecznego rumuńskiego premiera.